# Lydia Bourguignon
Pour les articles homonymes, voir Gabucci et Bourguignon.
Lydia Gabucci Bourguignon est née le 18 mai 1949 à Dijon, elle est maître en sciences, a été ingénieure à l'INRA (Institut national de la recherche agronomique) puis a fondé avec son mari, Claude Bourguignon, le laboratoire d'analyse microbiologique des sols (LAMS) qui est une entreprise de conseils agronomiques. Avec son mari, ils sont parmi les premiers à alerter sur la dégradation rapide des sols.

## Biographie
Lydia Bourguignon est née à Dijon le 18 mai 1949, elle est d'origine italienne. Pendant son enfance, sa famille n'a pas beaucoup d'argent, pas de moyen de transport, elle est souvent obligée de rester chez elle. Sa passion pour la nature vient de l'école, ses espaces de liberté étaient les jeudis après-midi quand avec sa classe, ils allaient se balader pour observer la nature et plus tard en classe secondaire, le lundi matin en cours de SVT (Sciences de la Vie et de la Terre), les élèves amenaient des plantes et les identifiaient.
Elle a par la suite fait des études de biologie physiologie animale et végétale. Elle a obtenu sa maîtrise en 4 années en faisant des cours du soir car elle a dû commencer à travailler très jeune pour gagner sa vie. Elle est ensuite entrée à l'INRA où elle a travaillé sur la qualité des aliments de l'homme. C'est à l'INRA qu'elle rencontre Claude Bourguignon. Ensemble, ils seront faits officiers du Mérite agricole le 24 novembre 2016 par Stéphane Le Foll. 
Ils quittent l'INRA  en 1989. Ils deviennent enseignants dans l'école de Beaujeu, premier lycée enseignant la biodynamie (aux côté de diverses disciplines alternatives). Ils fondent le LAMS.
En 2010 avec Emmanuel Bourguignon, ils créent un domaine viticole Domaine Laroque d'Antan, géré en biodynamie à Cahors.

### Famille
Lydia Bourguignon est mariée à Claude Bourguignon, dont le père est le psychiatre André Bourguignon et sa sœur l'actrice Anémone. Ils ont un fils Emmanuel  qui est associé au LAMS et une fille Hortense Bourguignon qui est directrice d’une salle de spectacle l’Ecrin à Dijon.

## Activité
Outre la gestion de leur laboratoire d'analyse de sol, le couple Bourguignon sont des lanceurs d'alerte. Ils se basent pour cela sur leur connaissance de la micro-biologie des sols,. Ils dénoncent les méfaits de l'industrialisation de l'agriculture qui a débuté, après la première Guerre mondiale et qui s'est accélérée après la seconde, notamment avec l'utilisation d'engrais azotés, phosphatés et potassiques issus de la chimie de synthèse, la destruction de l'humus, le compactage des sols dû aux tracteurs et machines de plus en plus lourdes, une perte de biodiversité (notamment de la flore et la faune souterraines) ... Ils préviennent des dangers de cette industrialisation et préconisent des pratiques agroécologiques : arrêt du labour, semis  sous couvert, apports de compost et de bois raméal fragmenté (BRF).

## Publications
- avec Claude Bourguignon, Le Sol, la terre et les champs : pour retrouver une agriculture saine, Paris, Sang de la Terre, « Les dossiers de l'écologie », 1989, dernière réédition : 2022, 246 p.  (ISBN 978-2-8698-5411-6)
- avec Claude Bourguignon, Manifeste pour une agriculture durable, éditions Actes Sud, 2017, 80 p.  (ISBN 978-2-3300-7598-9)
- avec Claude Bourguignon, Pourquoi ne faisons-nous rien pendant que la maison brûle ?, Éditions d'en bas, 2022, 135 p.  (ISBN 978-2-8290-0645-6)

## Filmographie
Lydia Bourguignon intervient dans plusieurs films/documentaires :
- Solutions locales pour un désordre global de Coline Serreau, 2010
- Le Temps des grâces de Dominique Marchais, 2010
- Insecticide, mon amour de Guillaume Bodin, 2015
- Les sols à l'agonie, peut-on encore les sauver ? chaîne YouTube Thinkerview, février 2023